# Anaspis distinguenda
Anaspis distinguenda es una especie de coleóptero de la familia Scraptiidae.

## Distribución geográfica
Habita en Portugal y el Norte de África.